# 米林哈根-厄伯利茨
米林哈根-厄伯利茨（德語：Millienhagen-Oebelitz）是德国梅克伦堡-前波美拉尼亚州的一个市镇。总面积25.49平方公里，总人口354人，其中男性199人，女性155人（2011年12月31日），人口密度14人/平方公里。